# Kelly Smith
Kelly Smith, née le 29 octobre 1978 à Watford, est une ancienne joueuse de football anglaise. Elle évoluait au poste d'attaquante, plus récemment pour le club Arsenal Ladies FC, après trois saisons avec Boston Breakers dans la Women's Professional Soccer. C'est la première joueuse anglaise à jouer aux États-Unis dans le championnat professionnel Women's United Soccer Association, mais devait quitter après la suspension du WPS.
Kelly Smith est une membre de l'équipe d'Angleterre de football féminin depuis 1995.

## Carrière en club
Smith commence son football avec les équipes de jeunes à Arsenal et en 1996 contribue à la victoire finale en Championnat d'Angleterre de football féminin en marquant deux des trois buts contre Liverpool. Elle part ensuite à West Herts College mais elle est transférée un an plus tard à Seton Hall University, dans le New Jersey aux États-Unis.
Durant sa première année à Seton Hall en 1997, elle bat le record de buts de la Big East Conference et devient la première athlète tous sports confondus nommée Joueuse de l'année de sa conférence et nouvelle joueuse de l'année la même saison. Les deux saisons suivantes, elle est la meilleure buteur non seulement de la Conférence Est mais de toute la Women's United Soccer Association Division 1, et est nommée attaquante de l'année durant ces deux mêmes saisons. À la fin de ses études à Seton Hall, l'université retire son numéro de maillot, le 6, ce que l'établissement n'avait jamais fait auparavant pour aucun autre athlète tous sports confondus.
En 2000, elle est recrutée par Philadelphia Charge dans la ligue professionnelle Women's United Soccer Association (WUSA) et y reste jusqu'en 2003. Blessée en 2002, elle n'aura effectuée que la saison 2001 à plein temps. Après la fermeture de la WUSA, elle joue  dans la W-League en 2004 pour les Wildcats du New Jersey  mais se blesse une nouvelle fois sérieusement au genou.

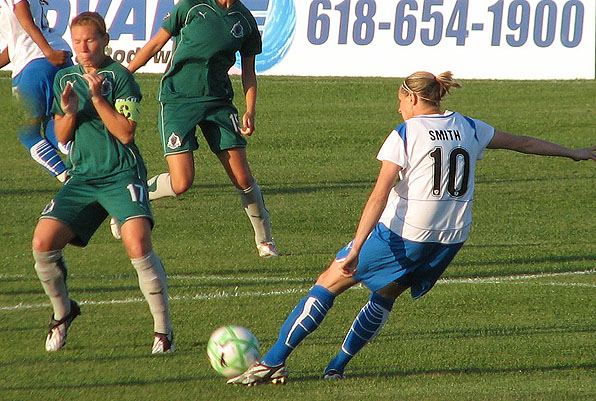
Smith avec Boston contre Saint Louis.

À l'automne 2004, Smith revient en Angleterre et joue à Arsenal LFC. Cependant, elle est une nouvelle fois blessée cette fois-ci au pied. C'est à la fin de la saison 2004/2005 qu'elle retourne sur les terrains et marque un spectaculaire but des 30 mètres contre Charlton Athletic qui donne le titre à Arsenal.
Durant la saison 2006/2007, Arsenal effectue une quadruplé (championnat, coupe de la Ligue, coupe d'Angleterre, Coupe UEFA féminine), elle marque 30 buts dans les quatre compétitions. Cependant, elle rate les deux tours de la finale de la Coupe UEFA après une suspension.
Lors de son dernier match avec Arsenal Ladies, elle ne marque pas moins de trois buts et participe à la victoire 5-0 du club contre Doncaster Rovers Belles.
Comme plusieurs autres joueuses anglaises, Kelly Smith décide de quitter l'Angleterre en 2009 pour rejoindre le nouveau championnat américain, le Women's Professional Soccer. Elle rejoint les Boston Breakers. Elle y joue les saisons 2009, 2010, 2011. Lors de la saison 2009, Smith joue 15 matchs (13 départs comme titulaire, 1170 minutes de jeu) et marque 6 buts. Elle s'affirme comme une leader à l'attaque du Boston Breakers.
Le 9 mars 2012, Smith, ainsi que sa coéquipière Alex Scott, rejoignent Arsenal Ladies FC.
Le 11 janvier 2017, elle annonce sa retraite. 

## Carrière internationale
Elle fait ses débuts internationaux à l'âge de 17 ans contre l'Italie et compte aujourd'hui 99 sélections et 42 buts. En janvier 2007 elle fait partie de la sélection qui participe au tournoi des quatre nations en Chine avec les sélections américaine et allemande. Smith est alors élue meilleure joueuse du tournoi.
En septembre 2007, elle a fait partie des 5 anglaises qui ont disputé la phase finale de la Coupe du monde féminine en Chine. Éliminée en quart de finale contre les États-Unis, Smith s'est aussi illustrée lors de cette compétition en enlevant et embrassant ses chaussures après chaque but marqué.
L'Angleterre doit à Smith sa présence à la Coupe du monde de football féminin 2011 en Allemagne. C'est le doublé de Smith contre l'Autriche (victoire de 4-0) qui a scellé l'issue du groupe 5 de la zone européenne, dans une course très serrée avec l'Espagne. 
Elle est sélectionnée parmi l'effectif britannique des Jeux olympiques 2012.

## Statistiques

### En club
| Saison                | Club                  | Championnat           | Championnat | Championnat | Coupe nationale | Coupe nationale | Coupe de la Ligue | Coupe de la Ligue | Supercoupe | Supercoupe | Compétition(s) continentale(s) | Compétition(s) continentale(s) | Compétition(s) continentale(s) | Total | Total |
| Saison                | Club                  | Division              | M.          | B.          | M.              | B.              | M.                | B.                | M.         | B.         | Comp.                          | M.                             | B.                             | M.    | B.    |
| 1996-1997             | Arsenal LFC           | WSL                   |             |             |                 |                 | -                 | -                 | -          | -          | -                              | -                              | -                              | 0     | 0     |
| Sous-total            | Sous-total            | Sous-total            | 0           | 0           | 0               | 0               | -                 | 0                 | -          | -          | -                              | -                              | -                              | 0     | 0     |
| 2004-2005             | Arsenal LFC           | WSL                   | 3           | 2           |                 |                 | 0+                | 0+                | 0          | 0          | C1                             | 0                              | 0                              | 3     | 2     |
| 2005-2006             | Arsenal LFC           | WSL                   | 17          | 18          |                 |                 | 5                 | 4                 | 0          | 0          | C1                             | 0                              | 0                              | 22    | 22    |
| 2006-2007             | Arsenal LFC           | WSL                   | 22          | 19          |                 |                 | 4                 | 2                 | 1          | 1          | C1                             | 0                              | 0                              | 27    | 22    |
| 2007-2008             | Arsenal LFC           | WSL                   | 17          | 8           |                 |                 | 2                 | 0                 | -          | -          | C1                             | 0                              | 0                              | 19    | 8     |
| 2008-2009             | Arsenal LFC           | WSL                   | 12          | 25          |                 |                 | 4                 | 5                 | 1          | 1          | C1                             | 0                              | 0                              | 17    | 31    |
| Sous-total            | Sous-total            | Sous-total            | 71          | 72          | 0               | 0               | 15                | 11                | 2          | 2          | -                              | -                              | -                              | 88    | 85    |
| 2012                  | Arsenal LFC           | WSL                   | 7           | 4           |                 |                 | 2                 | 1                 | -          | -          | C1                             | 3                              | 3                              | 12    | 8     |
| 2013                  | Arsenal LFC           | WSL                   | 0           | 0           |                 |                 | 0                 | 0                 | -          | -          | C1                             | 3                              | 1                              | 3     | 1     |
| 2014                  | Arsenal LFC           | WSL                   | 10          | 4           |                 |                 | 5                 | 3                 | -          | -          | C1                             | 2                              | 0                              | 17    | 7     |
| 2015                  | Arsenal LFC           | WSL                   | 2           | 0           |                 |                 | 0                 | 0                 | -          | -          | -                              | -                              | -                              | 2     | 0     |
| 2016                  | Arsenal LFC           | WSL                   | 4           | 1           |                 |                 | 3                 | 1                 | -          | -          | -                              | -                              | -                              | 7     | 2     |
| 2017                  | Arsenal LFC           | WSL                   | 0           | 0           |                 |                 | 0                 | 0                 | -          | -          | -                              | -                              | -                              | 0     | 0     |
| Sous-total            | Sous-total            | Sous-total            | 23          | 9           | 0               | 0               | 10                | 5                 | -          | -          | -                              | 8                              | 4                              | 41    | 18    |
| Total sur la carrière | Total sur la carrière | Total sur la carrière | 94          | 81          | 0               | 0               | 25                | 16                | 2          | 2          | -                              | 8                              | 4                              | 129   | 103   |

https://web.archive.org/web/20120910171137/http://www.arsenal.com/ladies/statistics?season=2009-2010

## Palmarès
Arsenal Ladies
- Coupe d'Angleterre
  - Vainqueur : 2016

## Vie personnelle
Comme d'autres célèbres athlètes, des problèmes d'alcool ont terni sa carrière durant les années où elle est frappée par une succession de blessures. Son père vient même d'Angleterre pour l'aider aux États-Unis tant elle n'est plus la même personne. Après une cure de réhabilitation réussie en 2005, sa carrière est relancée. 